# Gimli
Gimli es un personaje ficticio de la Tierra Media creada por el escritor J. R. R. Tolkien. En algunas ocasiones se le refiere como Gimli hijo de Glóin o Gimli Amigo de los elfos. Nació en las Montañas Azules, al oeste de la Tierra Media. Era descendiente de Durin I el Inmortal.

## Historia
Gimli, hijo de Glóin, es un enano joven del clan de Durin. Nació en el año 2879 de la Tercera Edad del Sol. Fue elegido para acompañar a Frodo  como miembro de la Compañía del Anillo en su misión de destruir al Anillo Único. Inicialmente desconfiaba de los elfos, pero después se convirtió en un ferviente admirador de Galadriel y en un amigo íntimo de Legolas. 
En el comienzo de la historia, Gimli aparece como el típico enano rudo, violento, y enemigo de los elfos. De hecho tiene un fuerte temperamento y es impaciente para pelear contra los orcos; además tiene un gran entusiasmo por las minas de Moria, el hogar de sus antepasados. Gimli posee un alto sentido del honor (y es muy obstinado), lo cual explica por qué se siente profundamente insultado por el trato de los elfos en Lothlórien, quienes lo obligaron a viajar con los ojos vendados si deseaba entrar en su reino. Por lo que Aragorn evita una situación potencialmente violenta al convenir que todos los miembros de la Comunidad fueran vendados, incluso cuando Aragorn y Legolas deberían ser recibidos como príncipes por derecho.

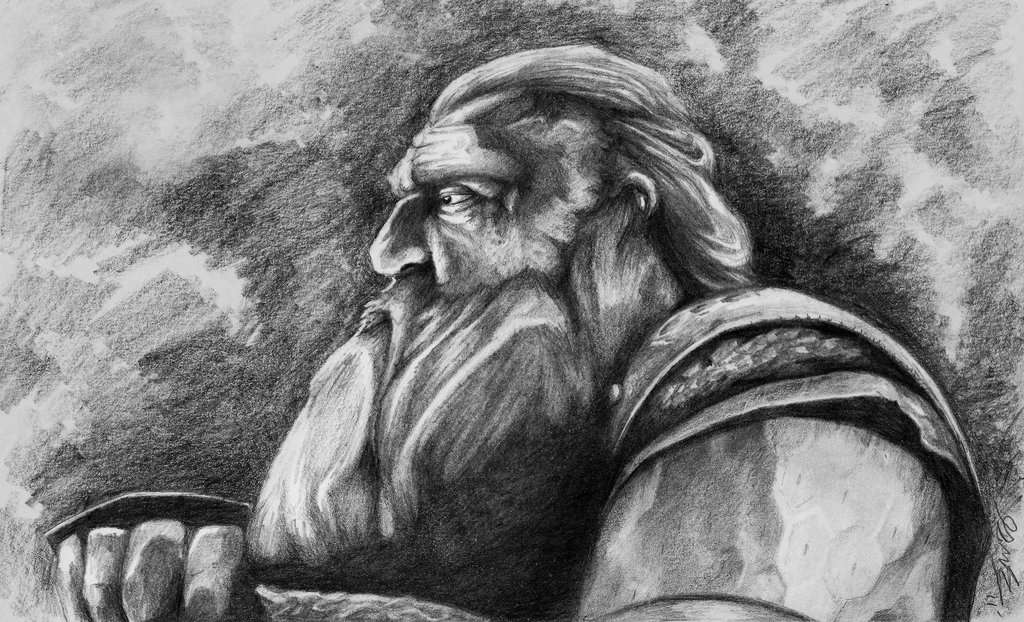
Gimli, hijo de Glóin
(dibujo de Perrie Nicholas Smith).

Más adelante, Galadriel lo impresiona mucho con su belleza, amabilidad y comprensión, por lo que Gimli, cuando se le da la oportunidad de pedir cualquier cosa que desee, no pide ningún tesoro o artículo mágico, sino un mechón dorado del cabello de Galadriel, el cual atesora por siempre. Una nota histórica interesante es que, de acuerdo con la «Historia de Galadriel y Celeborn» de los Cuentos inconclusos, esta misma petición fue previamente hecha miles de años atrás por Fëanor, el más grande de los elfos Noldorin (quien se dice que creó los Silmarils inspirado por los mismos cabellos de Galadriel). Tres veces rechazó Galadriel la petición de Fëanor, pues la consideraba arrogante y no de buen corazón pero sí accedió a la de Gimli, quizás por su humildad.
El amor de Gimli por Galadriel queda demostrado en su primer encuentro con Éomer de Rohan. Éomer habla rudamente sobre Galadriel, profiriendo rumores falsos sobre ella. Entonces Gimli le responde con insultos,diciendo a Éomer que le enseñará modales a punta de hachazos, llevando a una situación hostil que una vez más es conciliada por Aragorn.
Al final del primer libro, ya está desarrollando una inusual amistad con el elfo Legolas. En el segundo libro (Las dos torres), Gimli prueba su valor en combate (aunque no por primera vez). En la batalla de Cuernavilla, él y Legolas se enfrentan en una competición para ver quién mata a más orcos (Gimli gana por uno, pero ambos se guardan mutuo respeto). Más tarde la vívida descripción de las Cavernas de Aglarond provoca que el elfo le hiciera prometer que ambos las visitarían cuando la guerra terminase. Eventualmente logran cumplir esta promesa, en la que Gimli también consiente en visitar el Bosque de Fangorn. Su amistad se convierte en todo un referente, llegando incluso a montar en el mismo caballo. Después de la guerra, Gimli guiaría a un gran número de enanos del clan de Durin para establecer un nuevo reino de enanos en Aglarond, y se convertiría en el primer señor de las Cavernas Centelleantes durante la Cuarta Edad del Sol. Los enanos de la Montaña Solitaria, guiados por Gimli, repararían el daño causado durante la Guerra del Anillo. Lo más notable, reemplazaron el Gran Portal de Minas Tirith con uno nuevo fabricado de mithril y de acero, así como la mejora en el trazo de la ciudad entera.
De acuerdo al Libro Rojo de la Frontera del Oeste, tras la muerte de Aragorn en 120 C.E., Gimli viajó con Legolas hacia Valinor (quizás con el permiso obtenido para él por Galadriel), y fue el primer enano en pisar las Tierras Imperecederas.
Gimli tenía 139 años cuando la Comunidad del Anillo se encaminó desde Rivendel, lo cual lo hacía 52 años más viejo que Aragorn.

## En la adaptación cinematográfica

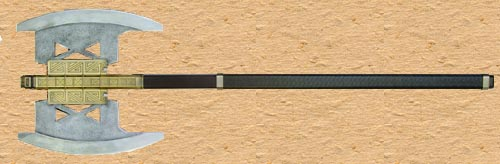
Hacha de Gimli, tal y como se la representa en las películas de Peter Jackson.

En la trilogía llevada al cine por Peter Jackson, Gimli es interpretado por John Rhys-Davies, que fue elegido porque este era más alto que los actores que interpretaban a los Hobbits. Así, en las escenas donde Gimli y los hobbits aparecían al mismo tiempo, parecían tener en proporción sus tamaños respectivos, y en las escenas donde interactuaban con personajes humanos se empleaban trucos para escalar su tamaño.
En las películas, la personalidad ruda de Gimli es deliberadamente exagerada en comparación con la de Aragorn y Legolas, y en ocasiones corresponde con la parte cómica, la cual algunos seguidores de los libros de Tolkien encontraron desagradable. Una defensa de esta postura es que originalmente, en los libros, Pippin y Merry eran los personajes cómicos; al avanzar la historia, la guerra los hace madurar, así que Gimli se convierte en el personaje bufo para aliviar la tensión dramática.[cita requerida]
Sin embargo, en la película de Ralph Bakshi, Gimli tiene un carácter mucho más parecido al del libro, con una personalidad muy tranquila a diferencia de la trilogía de Peter Jackson.
- Datos: Q206818
- Multimedia: Gimli / Q206818